# سیارک ۱۶۸۳۵۸
سیارک ۱۶۸۳۵۸ (به انگلیسی: 168358 Casca، نامگذاری:1996DF2) صد و شصت و هشت هزار و سیصد و پنجاه و هشتمین سیارک کشف شده‌است که در ۲۴ فوریه ۱۹۹۶ کشف شد.